# Dobroslaw
Dobroslaw (ukrainisch und russisch Доброслав) ist eine Siedlung städtischen Typs in der Oblast Odessa im Süden der Ukraine.
Der Ort mit etwa 6900 Einwohnern (2016) liegt 50 km nordöstlich vom Oblastzentrum Odessa und war bis Juli 2020 das administrative Zentrum des Rajon Lyman.

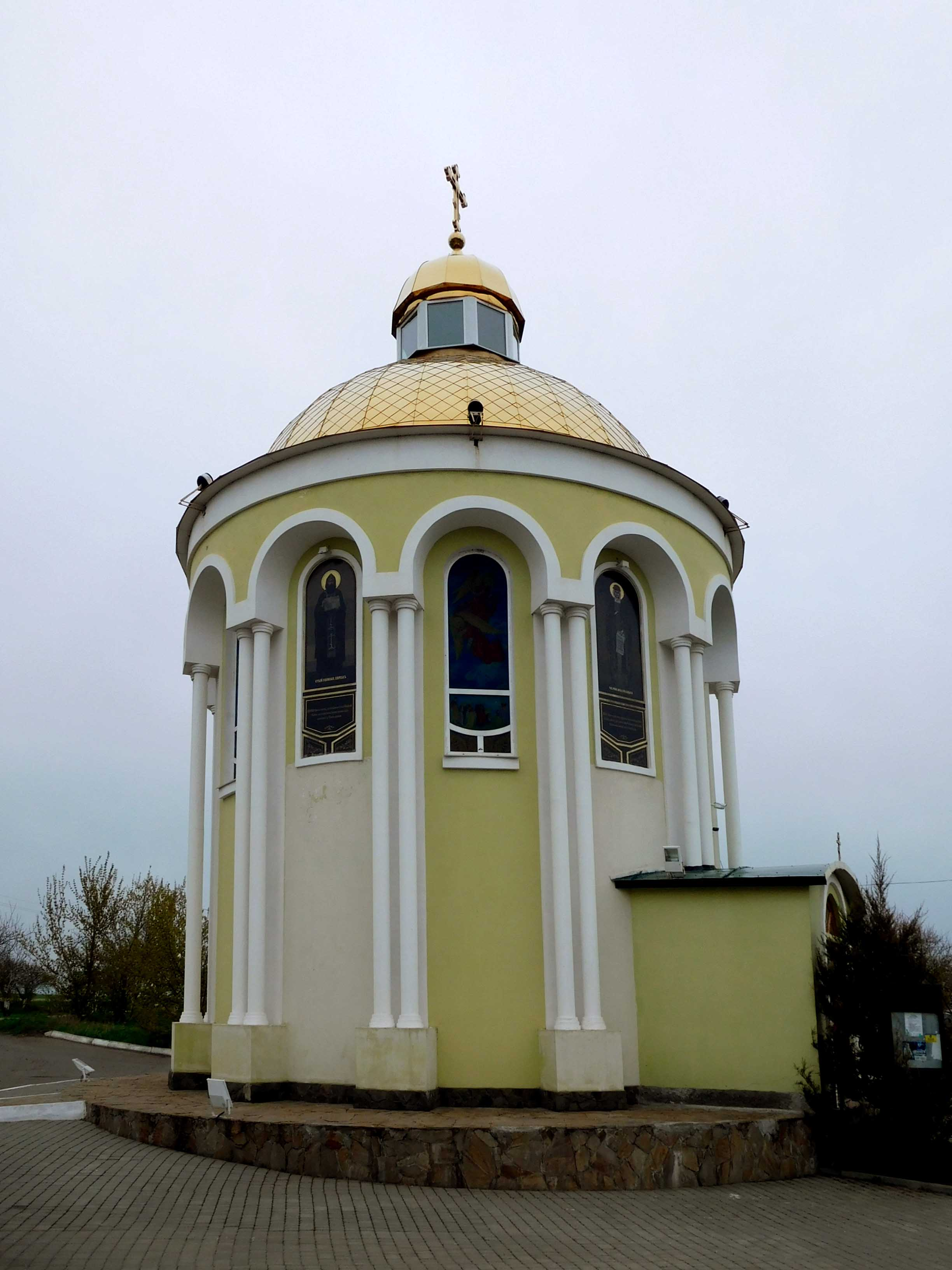
Kapelle im Ort

Die 1802 gegründete Siedlung war ab 1886 ein Dorf und trug bis 1935 den Namen Antono-Kodynzewe (ukrainisch Антоно-Кодинцеве), danach wurde der Ort in Anlehnung an die Abkürzung Komintern für Kommunistische Internationale in Kominterniwske (Комінтернівське) umbenannt. Am 14. Juli 2016 erhielt die Ortschaft im Rahmen der Dekommunisierung in der Ukraine ihren heutigen Namen Dobroslaw. Seit 1965 hat Dobroslaw den Status einer Siedlung städtischen Typs.

## Verwaltungsgliederung
Am 12. Juni 2020 wurde die Siedlung zum Zentrum der neugegründeten Siedlungsgemeinde Dobroslaw (Доброславська селищна громада/Dobroslawska selyschtschna hromada). Zu dieser zählen auch noch die 15 in der untenstehenden Tabelle aufgelistetenen Dörfer sowie 1 Ansiedlung Stepowe, bis dahin bildete sie zusammen mit den Dörfern Schewtschenkowe-Kut, Sorynowe, Uljaniwka und Wowkiwske die gleichnamige Siedlungsratsgemeinde Dobroslaw (Доброславська селищна рада/Dobroslawska selyschtschna rada) im Zentrum des Rajons Lyman.
Seit dem 17. Juli 2020 ist sie ein Teil des Rajons Odessa.
Seit dem 27. Mai 2024 besteht eine Städtepartnerschaft mit der Stadt Schwentinental.
Folgende Orte sind neben dem Hauptort Owidiopol Teil der Gemeinde:
| Name                     | Name           | Name                                 |
| ukrainisch transkribiert | ukrainisch     | russisch                             |
| ------------------------ | -------------- | ------------------------------------ |
| Blahodatne               | Благодатне     | Благодатное (Blagodatnoje)           |
| Chrysto-Botewe           | Христо-Ботеве  | Христо-Ботово (Chryto-Botowo)        |
| Jakowa                   | Якова          | Якова                                |
| Kasjany                  | Касяни         | Касьяны                              |
| Kremydiwka               | Кремидівка     | Кремидовка (Kremidowka)              |
| Nowe                     | Нове           | Новое (Nowoje)                       |
| Onyskowe                 | Ониськове      | Ониськово (Oniskowo)                 |
| Schewtschenkowe-Kut      | Шевченкове-Кут | Шевченково-Кут (Schewtschenkowo-Kut) |
| Sorynowe                 | Зоринове       | Зориново (Sorinowo)                  |
| Stari Schompoly          | Старі Шомполи  | Старые Шомполы (Staryje Schompoly)   |
| Stawky                   | Ставки         | Ставки (Stawki)                      |
| Stepowe                  | Степове        | Степовое (Stepowoje)                 |
| Trojandowe               | Трояндове      | Трояндовое (Trojandowoje)            |
| Uljaniwka                | Улянівка       | Ульяновка (Uljanowka)                |
| Welyki Lamsaky           | Великі Ламзаки | Великие Ламзаки (Welikije Lamsaki)   |
| Wowkiwske                | Вовківське     | Волковское (Wolkowskoje)             |

## Bevölkerungsentwicklung
| 1959  | 1970  | 1979  | 1989  | 2001  | 2016  |
| ----- | ----- | ----- | ----- | ----- | ----- |
| 2.035 | 3.292 | 4.679 | 5.314 | 6.583 | 6.908 |

Quelle: